# César Ruminski
César Jean Ruminski (* 13. Juni 1924 in Waziers, Département Nord; † 13. Mai 2009 in Lisieux) war ein französischer Fußballspieler. 

## Im Verein
Der Torhüter wurde als Sohn eines polnischstämmigen Bergarbeiters im nordfranzösischen Steinkohlenrevier, nahe Douai, geboren. Während Weltkrieg und Besetzung Frankreichs lebte er in Reims, wo er als Jugendlicher bei dem Amateurklub Olympique und ab 1942 für Stade Reims spielte. Bei Stade kam er allerdings nicht an Stammtorwart Jacques Favre vorbei und brachte es auf keinen einzigen Erstligaeinsatz. Über die Zeitpunkte seiner Vereinswechsel in den ersten Nachkriegsjahren existieren unterschiedliche Angaben: 1945 oder 1946 kam er dann beim Zweitligisten SA Douai zu seinen ersten Profieinsätzen und wechselte entweder 1947 oder 1949 zum Ligakonkurrenten Le Havre AC.
Mit dem normannischen Traditionsverein gelang der Wiederaufstieg in die Division 1 erst 1950. Dann allerdings war Ruminski seinem ersten Titelgewinn greifbar nahe: 1950/51 standen fünf Mannschaften an der Spitze der Abschlusstabelle, die nur maximal einen Punkt auseinander lagen; Le Hac beendete die Saison als Drittplatzierter. Der Torhüter war übrigens ein sicherer Elfmeterschütze, was er bei diesem Klub auch in Punktspielen unter Beweis stellen durfte.
Zählbare Erfolge gelangen ihm aber erst ab 1952 bei Lille OSC, einem der erfolgreichsten Klubs des ersten Nachkriegsjahrzehnts in Frankreich; dessen Mannschaftskader war mit Nationalspielern „gespickt“, und César Ruminski spielte dort unter anderem an der Seite von Jean Baratte, Guillaume Bieganski, Marceau Somerlinck, Jean Vincent, André Strappe und Yvon Douis. Mit dem LOSC gewann er gleich 1953 den Landespokal, wobei er auch in der Endspielelf (2:1-Sieger gegen FC Nancy) stand – sein Gegenüber bei den Lothringern hieß übrigens Jacques Favre… Zudem erhielt Ruminski noch während der Hinrunde seine erste Berufung in die Nationalelf. In der Folgesaison 1953/54 wurde er mit Lille Meister; der Torwart hatte in 34 Punktspielen lediglich 22-mal hinter sich greifen müssen. Ein weiteres Jahr später folgte sein zweiter Pokalsieg, wenn auch nur nominell, denn nicht nur im Finale (5:2 über Girondins Bordeaux) hütete Jean Van Gool das Tor des OSC. Der athletische Ruminski, dessen „Markenzeichen“ sein großer Mut war, mit dem er sich in das Strafraumgetümmel stürzte und häufig auch vor die Füße gegnerischer Stürmer warf, bezahlte diese Eigenschaft mit zahlreichen Verletzungen, die dazu führten, dass der Spieler seine aktive Karriere schon als 31-Jähriger beendete.

### Vereinsstationen
- Olympique de Reims (1941/42, als Jugendlicher)
- Stade de Reims (1942–1945 oder 1946)
- Sporting Amical Douaisien (1945 oder 1946 bis 1947 oder 1949)
- Le Havre Athletic Club Football Association (1947 oder 1949–1952, davon nur 1950–1952 in D1)
- Lille Olympique SC (1952–1955)

## In der Nationalelf
Zwischen Oktober 1952 und Mai 1954 bestritt César Ruminski 7 A-Länderspiele (kein eigener Treffer) mit der Équipe tricolore. Sein Debüt gab er beim 3:1 gegen Deutschland; in dieser Begegnung trug mit Raymond Kopaszewski auch ein anderer polnischstämmiger Neuling erstmals das blaue Trikot der Franzosen. 14 Tage später gehörte Ruminski auch zu der französischen Elf, die Österreich in Wien mit 2:1 bezwang. Außerdem wurde er in einem inoffiziellen Länderspiel, dem Watersnoodwedstrijd gegen niederländische Berufsfußballer am 12. März 1953, eingesetzt. Er stand im französischen Aufgebot bei der Weltmeisterschaft 1954, kam allerdings in der Schweiz nicht zum Einsatz; Nationaltrainer Pibarot und das Auswahlkomitee des Verbands setzten statt seiner auf François Remetter, der auch anschließend die Nummer 1 der Bleus blieb.

## Leben nach der Zeit als Spieler
César Ruminski ließ sich in Lisieux nieder, wo er ein kleines Einzelhandelsgeschäft betrieb und nebenbei als Sportlehrer für Schulkinder arbeitete. Dort starb er 2009, genau einen Monat vor seinem 85. Geburtstag.

## Palmarès
- Französischer Meister: 1954
- Französischer Pokalsieger: 1953 (und nominell 1955)
- 7 A-Länderspiele für Frankreich
- 250 Spiele und 2 Tore in der Division 1, davon 158/2 für Le Havre und 92/0 für Lille[6]